# Katara (personaggio)
Katara è un personaggio immaginario, co-protagonista della serie animata statunitense Avatar - La leggenda di Aang, creato da Michael Dante DiMartino e Bryan Konietzko.
Katara è uno dei personaggi principali della serie, e appare nella maggioranza degli episodi. Originaria della Tribù dell'Acqua del Sud, è una dominatrice dell'acqua e assieme al fratello Sokka e alla dominatrice della terra cieca Toph, accompagna Aang nel suo viaggio per dominare tutti gli elementi e riportare la pace nel mondo.
È apparsa in altri media, come carte collezionabili, T-shirts, video games magliette, videogiochi e web comic.

## Biografia del personaggio

### Avatar - La leggenda di Aang

#### Libro primo: Acqua
Dopo cento anni di guerra e razzie da parte della Nazione del Fuoco Katara è l'ultima dominatrice dell'acqua della Tribù dell'Acqua del Sud; suo padre e gli altri guerrieri sono partiti per aiutare il Regno della Terra a fermare la guerra, e lei e suo fratello sono rimasti a difendere quel che resta della piccola Tribù distrutta dalla nazione del fuoco. In uno dei tanti giorni in cui è a pesca col fratello sul pack artico, affiora dall'acqua un enorme iceberg che sembra contenere una persona viva. Katara lo infrange e dal blocco di ghiaccio ne esce Aang, uno strano ragazzino, totalmente ignaro della guerra che da ormai cento anni dilania il mondo. Dopo aver scoperto che Aang è l'Avatar scomparso da tempo, Katara parte con lui alla volta della Tribù dell'Acqua del Nord per trovare un maestro di dominio dell'Acqua, con Sokka al loro fianco. All'arrivo, il Maestro Pakku rifiuta il suo apprendistato, perché i costumi della Tribù dell'Acqua del Nord impongono che le femmine non possano imparare il dominio dell'acqua come arte marziale; ma dopo aver notato la collana di Katara, che lui stesso ha dato alla nonna di Katara, accetta di insegnarle. Avendo acquisito molta esperienza, Pakku la ritiene adatta per insegnare ad Aang.

#### Libro secondo: Terra
Katara quindi accompagna Aang nel Regno della Terra affinché impari a dominare la terra. In una roccaforte del Regno della Terra, il Generale Fong mette in pericolo la vita di Katara per indurre lo Stato Avatar di Aang; ma raggiunge solo la distruzione. Dopo che la dominatrice della terra Toph Beifong si unisce al gruppo per insegnare ad Aang, Katara e Toph inizialmente litigano a causa dell'egoismo e della sfacciataggine di quell'ultima che non sopporta di essere troppo controllata; ma in seguito diventano amiche. Nella capitale del Regno della Terra, Katara incontra l'antagonista principe Zuko e sua sorella Azula; e durante la battaglia, Aang viene ferito dal fulmine di Azula, quindi Katara lo porta in salvo e alla fine riesce a riportarlo in vita grazie all'acqua miracolosa della Tribù dell'Acqua del Nord.

#### Libro terzo: Fuoco
In una cittadina gravata dall'inquinamento di una fabbrica della Nazione del Fuoco, Katara si traveste da spirito del fiume "La signora dipinta" per aiutare il villaggio. Dopo aver incontrato la semi-solitaria Hama, i protagonisti apprendono che è una dominatrice dell'acqua della Tribù dell'Acqua del Sud imprigionata dalla Nazione del Fuoco. Successivamente, si offre di insegnare a Katara una tecnica di dominio dell'acqua chiamata "dominio del sangue", che consente il controllo fisico di animali e umani. Quando Katara rifiuta di imparare questa tecnica, Hama la usa su Aang e Sokka, costringendo Katara a usare la tecnica stessa su Hama. Quando il Principe Zuko si unisce ai protagonisti dopo che l'invasione fallisce e ottiene la fiducia di tutti, non riesce a farlo con Katara fino a quando non la assiste nel trovare l'uomo che era responsabile dell'uccisione di sua madre. Anche se decide di non vendicarsi né perdonare, arriva a patti con Zuko e lo accetta come suo amico. Durante il finale della serie in quattro parti, Katara aiuta Zuko a impedire ad Azula di diventare Signore del Fuoco e la combatte; alla fine, sconfiggendola, guarisce Zuko. Quando la guerra finisce, viene vista in Ba Sing Se con gli altri protagonisti e finalmente condivide un bacio appassionato con Aang, iniziando una relazione romantica con lui.

### La leggenda di Korra
Nella serie sequel La leggenda di Korra, Katara, ora ottantacinquenne, è uno dei tre membri sopravvissuti dell'originale team Avatar, insieme a Zuko e Toph. È un membro di alto rango del Loto Bianco e si è impegnata a formare Korra nel dominio dell'acqua, diventando l'ultima di una serie di maestri a servire come insegnante per più Avatar. Anche Katara e Aang hanno avuto tre figli: il non-dominatore Bumi (che in seguito ha acquisito la capacità di dominare l'aria), la dominatrice dell'acqua Kya e il dominatore dell'aria Tenzin. Ha un ruolo secondario nella prima stagione della serie, dando a Korra la sua benedizione a partire per Città della Repubblica per allenarsi con Tenzin e tentando di guarirla senza successo dopo aver perso le sue abilità di dominio dell'acqua, del fuoco e terra a causa di Amon. Nella première della seconda stagione, Katara è vista festeggiare con i suoi figli al festival alla Tribù dell'Acqua del Sud. Alla fine dell'episodio, Katara implora che Tenzin porti con sé suo fratello e sua sorella al Tempio dell'Aria del Sud, dicendo che in futuro sarà grato per il tempo che ha trascorso con i fratelli e che potrebbe essere bello visitare insieme la casa del padre. In La convergenza armonica, Katara è vista nella sua capanna per curare i soldati della Tribù dell'Acqua del Sud feriti, e in seguito ha usato la guarigione per mantenere vivo il corpo di sua nipote Jinora mentre la sua anima era intrappolata nel mondo degli spiriti. Nell'ultimo episodio viene vista mentre ascolta l'Avatar Korra rivolgersi alla Tribù indipendente dell'Acqua del Sud dopo aver deciso di far convivere spiriti e umani lasciando aperti i portali degli spiriti. Nell'episodio della quarta stagione Korra è sola, Katara aiuta Korra a curare il suo corpo dopo essere stata avvelenata da Zaheer alla fine della terza stagione, permettendole di camminare di nuovo dopo essere rimasta in sedia a rotelle per oltre sei mesi.

## Caratterizzazione

### Personalità
Katara è descritta come "intelligente, capace, premurosa, un'eroina dell'anime", e come "gentile, coraggiosa e appassionata." In molte situazioni, Katara appare come una madre per gli altri protagonisti: un ruolo attribuito alle perdite della sua tribù per le incursioni e la partenza di molti membri in guerra, che presumibilmente la obbligavano (così come suo fratello Sokka) ad assumersi responsabilità oltre la sua età. Katara tende ad essere gentile e generosa, ma è spesso testarda o confinata dalla sua morale; si arrabbia se messa in dubbio, insultata o tradita; e porta risentimento per anni e anni. Katara si dimostra sempre una ragazza molto matura per la sua età, con atteggiamento materno nei confronti di Sokka e Toph. È inoltre sveglia e intelligente, ha sempre buone idee. Katara perde però spesso la pazienza, soprattutto davanti a certi atteggiamenti puerili del fratello.

### Poteri e abilità
Dopo l'allenamento presso il maestro Pakku, Katara diventa in breve una tra i più potenti dominatori dell'acqua della serie, tanto da essere la maestra dell'Avatar Aang. I suoi poteri le consentono di controllare l'acqua, sollevandola e dando ad essa le forme più disparate; la ragazza può inoltre gonfiare i corsi d'acqua, creare onde, ecc. Una tecnica che Katara usa spesso consiste nel creare una frusta utilizzando l'acqua della sua borraccia, oppure crea un enorme piovra d'acqua, muovendone i tentacoli dall'interno. Katara è inoltre molto abile nel congelare l'acqua: usa questa tecnica per imprigionare i nemici nel ghiaccio, per creare scudi o per scivolare sulla superficie dell'acqua congelandola man mano sotto i piedi.
Oltre alle sue doti di guerriera, Katara scopre di avere una forte attitudine come guaritrice; perfezionerà questa sua dote innata presso la maestra Yagoda della Tribù dell'Acqua del Nord. A Katara viene insegnato inoltre un altro terribile potere che non userà mai, a meno che non sia in preda alla collera: il dominio del sangue. Si tratta dell'estrema tecnica del dominio dell'acqua insegnatale da Hama, una dominatrice dell'acqua incontrata nella Nazione del Fuoco, che consente al dominatore durante le notti di luna piena (quando il Dominio dell'acqua è al massimo potere) di controllare tutti i fluidi, inclusi quelli dei corpi degli esseri viventi: in questo modo il dominatore può muovere le persone come se fossero dei burattini. Katara riesce a usare questo tipo di dominio anche in pieno giorno e lo ha appreso in una notte, dimostrando un dominio molto più potente di quello della vecchia che aveva impiegato anni per imparare la tecnica, ma considerandola una tecnica oscura decide di non usarla. L'ultima volta che la adopera la usa per bloccare un donatore del fuoco che fa parte dei Predatori Meridionali mentre è alla ricerca dell'uomo che ha ucciso sua madre.

## Concezione e sviluppo
Secondo l'episodio pilota mai andato in onda, il nome di Katara era originariamente "Kya", che in seguito fu usato per sua madre defunta. Ne I racconti di Ba Sing Se, il nome di Katara è stato scritto come 卡 塔 拉. Kǎ (卡) significa controllare, bloccare o carta; Tǎ (塔) significa pagoda; e Lā (拉) significa tirare. Il carattere 'Lā' appare nel finale della prima stagione, mentre il carattere 'Kǎ' appare anche nel nome di Sokka.
Nel commento dell'episodio pilota, i creatori Bryan Konietzko e Michael Dante DiMartino affermano che i "riccioli di capelli" di Katara erano pensati per essere appesi in giù, ma erano troppo difficili da animare e quindi sono stati portati all'indietro.

## Altri media
Il personaggio di Katara è apparso in Avatar: The Last Airbender Trading Card Game T-shirts, video games in tre videogiochi THQ tra cui l'omonimo videogioco, Avatar: The Last Airbender - The Burning Earth e Avatar: The Last Airbender - Into the Inferno.
Come Aang, anche Katara è apparso nell'anime comic di Tokyopop (a volte chiamato cine-manga).
Nel 2010, nell'adattamento cinematografico della serie, L'ultimo dominatore dell'aria diretto da M. Night Shyamalan, Nicola Peltz ha interpretato Katara. Il film è stato universalmente stroncato dalla critica e dal pubblico. Molti recensori hanno citato incoerenze all'interno della trama e tra la sceneggiatura e il materiale originale, così come la recitazione, la scrittura e il casting ed è stato considerato uno dei peggiori adattamenti mai realizzati.